# العجالة الحسنى في شرح أسماء الله الحسنى (كتاب)
العجالة الحسنى في شرح أسماء الله الحسنى رسالة مختصرة للإمام الحافظ جلال الدين السيوطي شرح فيها أهم معاني أسماء الله الحسنى بشكل مبسط ومختصر، وقد لخصها من أمهات الكتب للمساعدة في فهم وتدبر معاني هذه الأسماء.